# Gudački kvartet Rucner
Gudački kvartet Rucner, hrvatski gudački kvartet iz Zagreba. Izvode klasičnu i komornu glazbu.

## Životopis
Bračni par Snježana i Dragan Rucner osnovali su Gudački kvartet Rucner 1998. godine. Prije utemeljenja svoga kvarteta bili su članovi Gudačkog kvarteta Klima. Uz zagrebačko tradicionalno komorno muziciranje, izvodili su klasična i suvremena međunarodna djela, djela suvremenih hrvatskih autora, a njegovali su i glazbu drugih žanrova te su surađivali s glasovitim američkim bandoneonistom Peterom Soaveom.
Svirali su u skoro svim gradovima u Hrvatskoj, na najvažnijim hrvatskim festivalima, na turneji u Italiji, Sloveniji, Austriji, Egiptu, Poljskoj, Srbiji, BiH, Njemačkoj, Engleskoj, Kini, Švicarskoj, Španjolskoj, Francuskoj, Grčkoj, Izraelu, Australiji.
Za Kvartet su skladbe napisali mnogi živući autori, čije je skladbe Kvartet izveo na svojim nastupima, više od 80 skladbi pisanih za njih.

## Članovi
- Dragan Rucner, viola
- Snježana Rucner, violončelo
- Ivana Penić Defar, violina
- Ana Paula Knapić Franković, violina

## Vanjske poveznice
- Kvartet Rucner  Arhivirana inačica izvorne stranice od 18. veljače 2021. (Wayback Machine)

- Facebook

- YouTube